# Karel Rameš
Karel Rameš (1911?, Praha – 23. dubna 1981, Praha) byl za protektorátu vězněn v pankrácké věznici. Ve vězeňském deníku, který si tam vedl se mu podařilo zachytit každodenní chod některých částí věznice a také popsat postup budování tzv. pankrácké sekyrárny. Během výkonu funkce „chodbaře“ se mu dařilo organizovat ilegální korespondenci mezi vězni jakož i riskantní vynášení motáků z oddělení k smrti odsouzených mimo objekt věznice. Karel Rameš sice válku přežil, ale v padesátých letech dvacátého století byl komunistickým režimem odsouzen a uvězněn. Po propuštění (koncem šedesátých let dvacátého století) vedl osamělý život. Zemřel v ústraní na jaře 1981.

## Životopis
Karel Rameš byl za protektorátu (v letech 1941 až 1945) vězněn (hospodářský delikt) v policejní věznici gestapa v Praze na Pankráci. Tady působil jako jeden z chodbařů (vězňů, kteří se mohli po budově věznice pohybovat poněkud svobodněji) a někdy i pomocník fotografa. Rameš organizoval ve věznici ilegální korespondenci vězňů (a to nejen mezi celami, ale i mezi vězni a jejich příbuznými). Podařilo se mu pronikat i na oddělení II/A (kde byly ve 20 celách umisťovány osoby odsouzené nacistickými okupačními soudy k trestu smrti) a vynášet odtud různé dokumenty, motáky a tzv. škrabky – vzkazy, které se schovávaly mezi prsty. Některé písemnosti si opisoval a zároveň si vedl podrobný deník. Takto shromážděné materiály se mu podařilo dostávat mimo zdi věznice. Po válce je uspořádal do dvoudílné knihy „Žaluji – Pankrácká kalvárie“, ve které podrobně popsal jak vypadal život na „oddělení smrti“ II A.
Proti oknům naší cely, v přízemním traktu IIa, vyklidili Němci hromadné ubytovací cely čís. 29, 30 a 31. Zedníci tam buší do zdi, elektrotechnici pracují o překot, neboť se tu staví sensace protektorátu, Prahy a Pankráce – „sekera“. Drážďany už nestačí stínat naše hlavy a na Pankráci čeká zas šedesát nových odsouzenců k smrti. Dlouho do noci slyšíme hlučnou práci řemeslníků, úder za úderem přibližuje hrůzné zahájení poprav sekerou. Děsivé divadlo je připravováno s německou důkladností a rychlostí. Každým úderem kladiva, každou vteřinou přibližuje se první duben, kdy má být zahájen „provoz“. Šedesát odsouzenců čeká a poslouchá rány do zdi – konec nadějím a snům.
Karel Rameš, tajný vězeňský deník, 

### Vězeňské osobnosti a umění
Vězni na celách smrti museli pracovat (například lepit pytlíky), takže měli k dispozici materiál k psaní motáků či různým uměleckým projevům. Například akademický malíř dr. Jaroslav Lebeda vytvořil cyklus kreseb s náboženskou tematikou. Básník Jindřich Vichra v cele smrti dokonce psal poezii. Karel Rameš zachránil i básně Karla Vokáče a karikatury grafika Josefa Dryáka (17. května 1910 v Brandýse – popraven 8. října 1943 v 16.42). Na cele číslo 41 dokonce od srpna 1943 vzniklo dvacet čísel vězeňského časopisu, který vězni zasílali pro obveselení na ženskou celu. Většina čísel tohoto časopisu, malby Jaroslava Lebedy a řada dalších písemností se zachovala právě jen díky chodbaři – vězni Karlu Ramešovi.

Vazební fotografie z Pankrácké věznice (1943-1944)
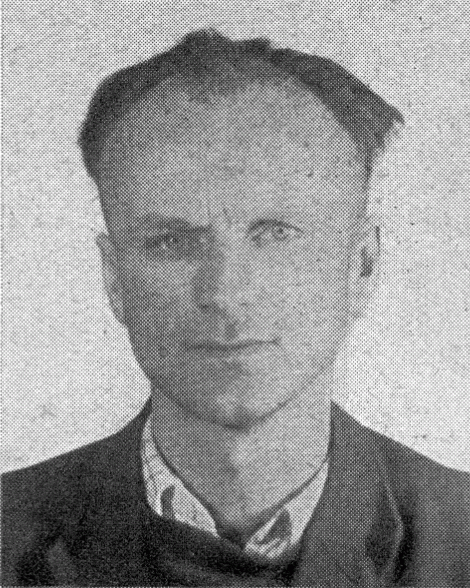
Jaroslav Lebeda
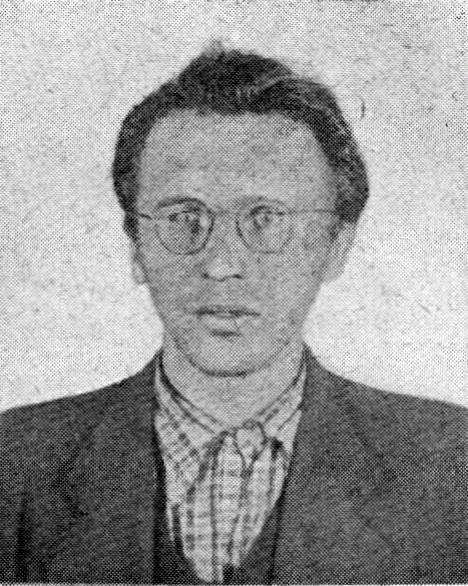
Jindřich Vichra
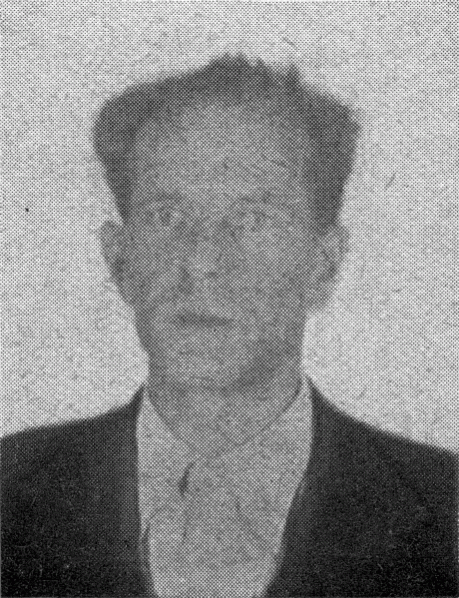
Karel Vokáč
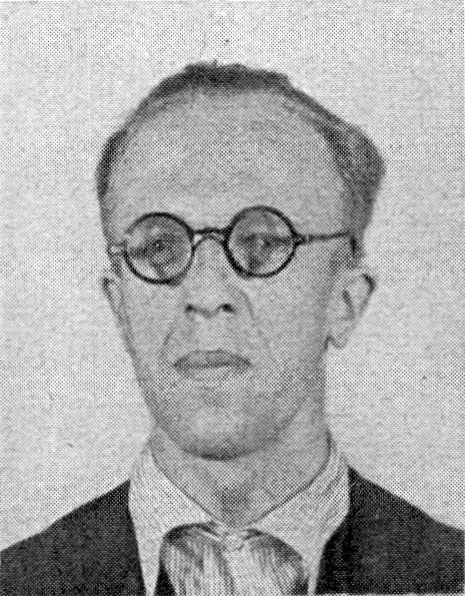
Josef Dryák

### Po skončení války

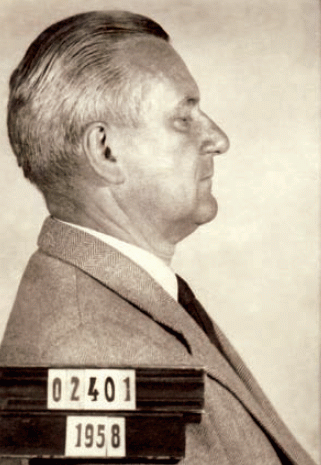
Karel Rameš, vazební fotografie (1958)

Kniha „Žaluji – Pankrácká kalvárie“ byla vydána v roce 1946 (pod pseudonymem „Karel R.“) a kromě výše uvedených materiálů byla doplněna bohatým fotografickým doprovodem. O osobě Karla Rameše se po nástupu komunistického režimu nesmělo hovořit.  Dokonce byl v roce 1958 zatčen (20. května 1958 v rámci akce Hradecký) a v roce 1959 odsouzen za údajnou velezradu k desetiletému žaláři. Při Ramešově zatčení mu byl orgány státní tajné bezpečnosti (StB) mimo jiné zabaven i poměrně rozsáhlý rukopis „Žaluji – národní kalvárie za vlády komunismu“. Ten popisoval osudy politických vězňů komunistického režimu a byl zamýšlen jako pokračování dvoudílné Pankrácké kalvárie. Tento zabavený rukopis se ztratil.

### 60. léta
Po odpykání trestu byl Karel Rameš propuštěn koncem 60. let dvacátého století na svobodu. Na svobodě vedl rozporuplný osobní život. Někteří blízcí příbuzní a známí s ním přerušili styky. Karel Rameš žil jako zapomenutý muž, který si přivydělával prodejem zmrzliny na Slapech. Zemřel v ústraní v Praze na jaře roku 1981.

## Vydané knihy
- RAMEŠ, Karel. Karel, R. Žaluji: pankrácká kalvarie. 2. vyd. Praha: Orbis, 1946. 2 sv. [online]. [cit. 2016-04-05]. Dostupné online.
- RAMEŠ, Karel. Karel, R. Žaluji: pankrácká kalvarie. 1. vyd. Praha: Orbis, 1946. 2 sv. [online]. [cit. 2016-04-05]. Dostupné online.